# Tadeusz Sawicki (historyk)
Tadeusz Sawicki (ur. 26 grudnia 1923 w Zalesiu Wileńskim, zm. 12 września 1999) – polski historyk, pułkownik Wojska Polskiego.

## Życiorys
Urodził się w rodzinie robotniczej. Był synem Franciszka i Łucji Sawickich. W czasie II wojny światowej został żołnierzem Armii Krajowej. Służył w 7 Brygadzie AK dowodzonej przez por. Wilhelma Tupikowskiego. Po otoczeniu w lipcu 1944 oddziału przez wojska Armii Czerwonej zdecydował się wstąpić w szeregi ludowego Wojska Polskiego.  Skierowany został do 1 pułku 1 Dywizji Piechoty im. Tadeusza Kościuszki. Uczestnicząc w walkach w czasie forsowania Odry został ciężko ranny i trafił na leczenie do szpitala polowego Armii Czerwonej.
Po zakończeniu wojny ukończył Wyższą Szkołę Piechoty, a następnie Akademię Sztabu Generalnego w Warszawie.
Był pracownikiem Wojskowej Akademii Politycznej zatrudnionym w Katedrze Historii Wojskowej (1971-1977). Następnie jego miejscem pracy był Wojskowy Instytut Historyczny. Doktorat w 1968, habilitacja w 1978, profesor nadzwyczajny w 1988. Zajmował się dziejami wojskowości w okresie II wojny światowej.

## Odznaczenia i nagrody
- Krzyż Oficerski Orderu Odrodzenia Polski (1987)[2]
- Srebrne Pióro Żołnierza Wolności z zakresu historii i tradycji ludowego Wojska Polskiego (1976)[3]

## Wybrane publikacje
- Wybrane operacje Armii Radzieckiej w Wielkie Wojnie Narodowej 1941-1945 r.: materiały do ćwiczeń i seminariów, Warszawa: Wojskowa Akademia Polityczna im. F. Dzierżyńskiego. Katedra Historii Wojskowej 1977.
- Organizacja i skład niemieckich wojsk lądowych na froncie wschodnim w ostatnim roku drugiej wojny światowej czerwiec 1944 - maj 1945 (studium historyczno-wojskowe), Warszawa: Wojskowa Akademia Polityczna im. F. Dzierżyńskiego. Wydział Nauk Politycznych. Katedra Teorii Wojen i Historii Wojskowej 1978.
- Niemieckie wojska lądowe na froncie wschodnim: czerwiec 1944-maj 1945, Warszawa: WIH 1979.
- Załamanie niemieckiego frontu wschodniego w 1945 r., Warszawa: WIH 1983.
- Front wschodni a powstanie warszawskie, Warszawa: WIH 1986.
- Niemieckie wojska lądowe na froncie wschodnim  czerwiec 1944 - maj 1945 (struktura), Warszawa: PWN 1987.
- Front wschodni a powstanie warszawskie, Warszawa: PWN 1989.
- Wyrok na miasto: Berlin i Moskwa wobec Powstania Warszawskiego, Warszawa: Wydawnictwo Bellona 1993 (wyd. 2 -2011).
- Rozkaz - zdławić powstanie : siły zbrojne III Rzeszy w walce z Powstaniem Warszawskim 1944, Warszawa: "Bellona" - "Studio 1" 2001.
- Rozkaz - zdławić Powstanie: Niemcy i ich sojusznicy w walce z Powstaniem Warszawskim, red. merytoryczna Jacek Zygmunt Sawicki, Warszawa: Bellona 2010 (wyd 2 - 2013).
- Wyrok na miasto: powstanie warszawskie od strony działań Niemców i Rosjan, red. merytoryczni Eugeniusz Stanczykiewicz, Wanda Włoszczak, Warszawa: Bellona - De Agostini Polska 2014.